# جرج پتن
جرج اسمیت پَتِن جونیور (به انگلیسی: George Smith Patton Jr.) (زاده ۱۱ نوامبر ۱۸۸۵ – درگذشته ۲۱ دسامبر ۱۹۴۵) یک فرد نظامی اهل ایالات متحده آمریکا بود که در هر دو جنگ جهانی شرکت داشت. وی بیشتر به خاطر فرماندهی ارتش هفتم ایالات متحده در جنگ جهانی دوم شهرت دارد.

## جوانی
جورج اسمیت پتن در ۱۱ نوامبر ۱۸۸۵ در سان گابریل، کالیفرنیا در یک خانواده بزرگ ویرجینیایی به دنیا آمد. خانواده پتن سنت طولانی مدتی نظامی داشت و او نیز این سنت را حفظ کرد و در سال ۱۹۰۹ از آکادمی نظامی ایالات متحده فارغ‌التحصیل شد و در سال ۱۹۱۳ به عنوان ستوان سواره نظام در اردوگاه ژنرال جان جی. پرشینگ در مکزیک خدمت کرد.

## جنگ جهانی اول

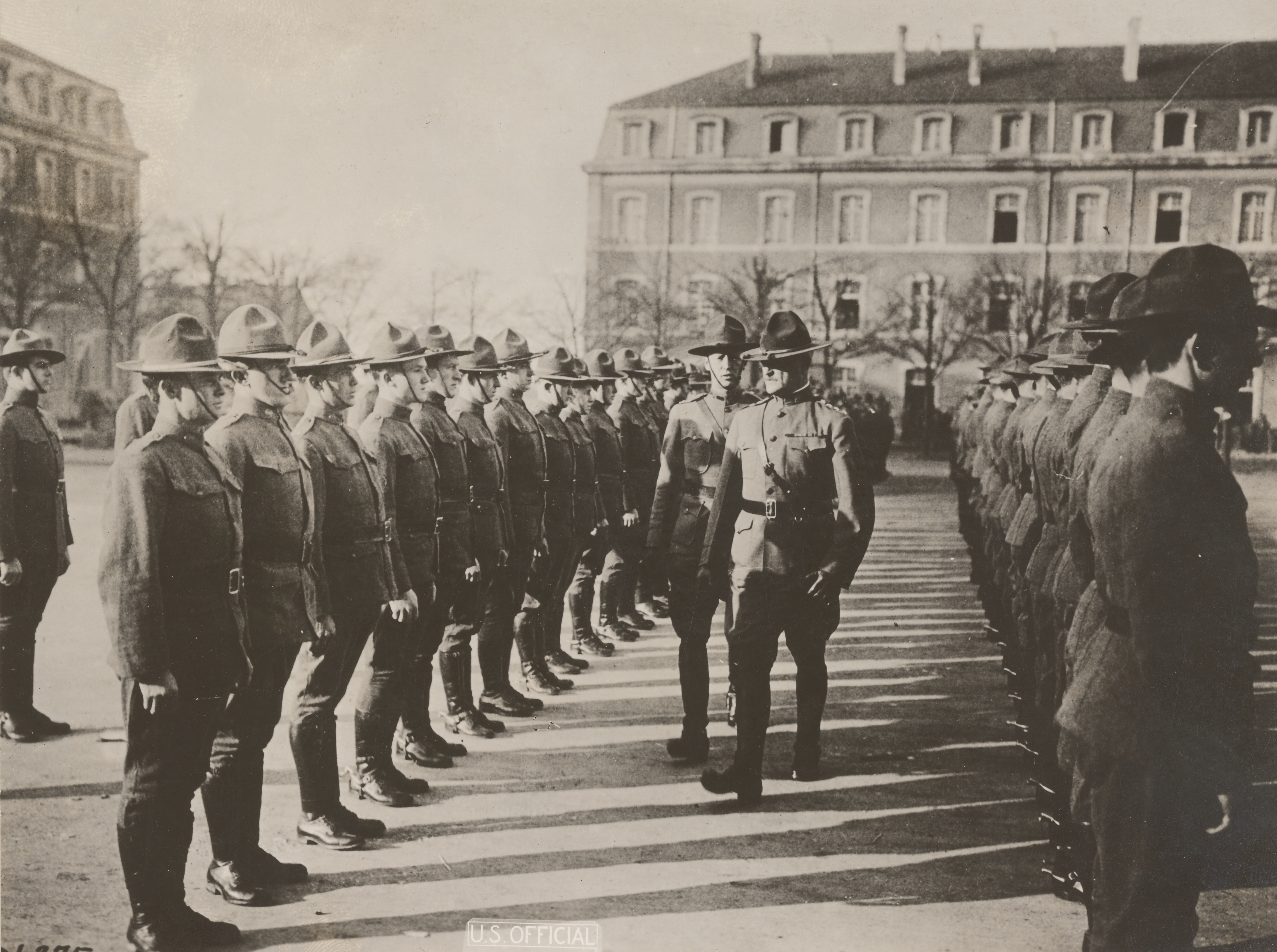
پتن (که در آن زمان سروان بود) در مرکز تصویر در کنار سرلشکر جان جی. پرشینگ، ۱۸ نوامبر ۱۹۱۷

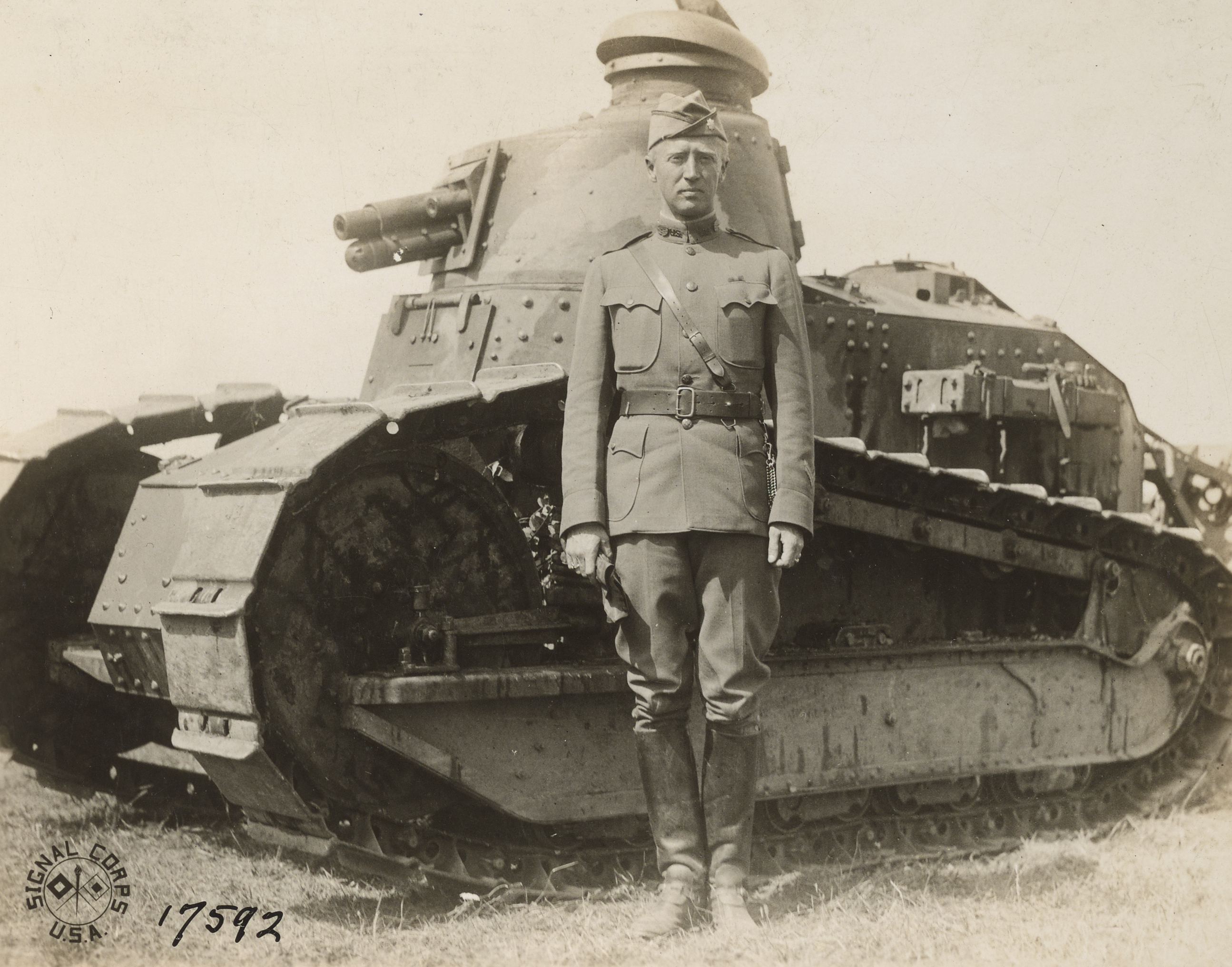
پتن در بورگ نزدیکی مارن فرانسه در کنار یک تانک رنو اف‌تی، سال ۱۹۱۸

با شروع جنگ جهانی اول پتن به انگلستان اعزام شد و سپس در خطوط مقدم جنگ جهانی اول در سپاه زرهی ارتش آمریکا مقابل آلمانها در نبردهای سان می‌یل و آرگون قرار گرفت که این اولین تجربه استفاده او از تانک بود که باعث شد به کاربرد تانک در میدان نبرد و سرعت عمل آن علاقه‌مند شود .

## جنگ جهانی دوم
در جریان جنگ جهانی دوم، پتن به عنوان معروفترین فرمانده تانک شناخته شد. در ژوئیه ۱۹۴۰ او به عنوان فرمانده هنگ ۶۶ زره پوش منصوب شد و روشهای گوناگونی را را برای استفاده از تانک طراحی کرد. در ۱۹۴۱به فرماندهی لشکر دوم زرهی انتخاب شد و پس از حمله به پرل هاربر به او فرماندهی زره پوش یکم سپاه نیز اعطا شد . او همچنین، پس از مدتی، مرکز آموزشی صحرا را نیز در کالیفرنیا سازماندهی کرد.

### در آفریقا
پتن فرماندهی نیروهایی آمریکایی در شمال آفریقا را بر عهده داشت نیروهای او در سال ۱۹۴۲ در الجزایر پیاده شدند و به همراه نیروهایی انگلیسی طی نبردهای همچون عملیات مشعل، نبرد شمال آفریقا و نبرد تونس ژنرال اروین رومل را شکست دادند .

### ارتقا درجه
پتن در سال ۱۹۴۳ به درجه ژنرال چهار ستاره ارتقا مقام یافت و به فرماندهی ارتش هفتم ایالات متحده منصوب شد. پتن در همان سال وارد نبرد سیسیل شد و در نهایت به تصرف خاک سیسیل انجامید.

### جبهه غربی
در ۱ اوت ۱۹۴۴، جورج پتن نبرد خود را از شمال غربی فرانسه آغاز کرد و تا ماه نوامبر همان سال در طی نبرد لورن تمام شمال فرانسه را از آلمان بازپس گرفت و به شهر نانسی رسید که دیوار دفاعی آلمان‌ها بود . پس از آن نبردهای آردنن و راینلند را سازماندهی کرد که موفقیت‌آمیز بود. در سال ۱۹۴۵ نیروهای او به نیروهای ارتش مرکزی ایالات متحده پیوستند و تهاجم آلمان را شکل دادند که در نهایت به اشغال آلمان نازی بدل شد.

## خصوصیات اخلاقی
جورج پتن در مقابل بی‌باکی‌هایش در میدان نبرد به گفتهٔ سربازان اخلاق خوبی نداشت او در اوت سال ۱۹۴۳ یک سرباز آمریکایی را که در بیمارستان به دلیل شوکه شدن بستری بود زیر مشت و لگد گرفت و به شدت مصدوم کرد همچنین مرتب از مقامات به دلیل نازی‌زدایی ها انتقاد می‌کرد و به دلیل همین انتقادها در اکتبر سال ۱۹۴۵ از فرماندهی ارتش مرکزی ایالات متحده برکنار شد.

## مرگ
ژنرال پتن پس از یک تصادف مشکوک با اتومبیل در نزدیکی مانهایم به شدت مجروح شد و به بیمارستان شهر هایدلبرگ منتقل شد که به علت جراحات زیاد در ۲۱ دسامبر ۱۹۴۵ در سن ۶۰ سالگی درگذشت.

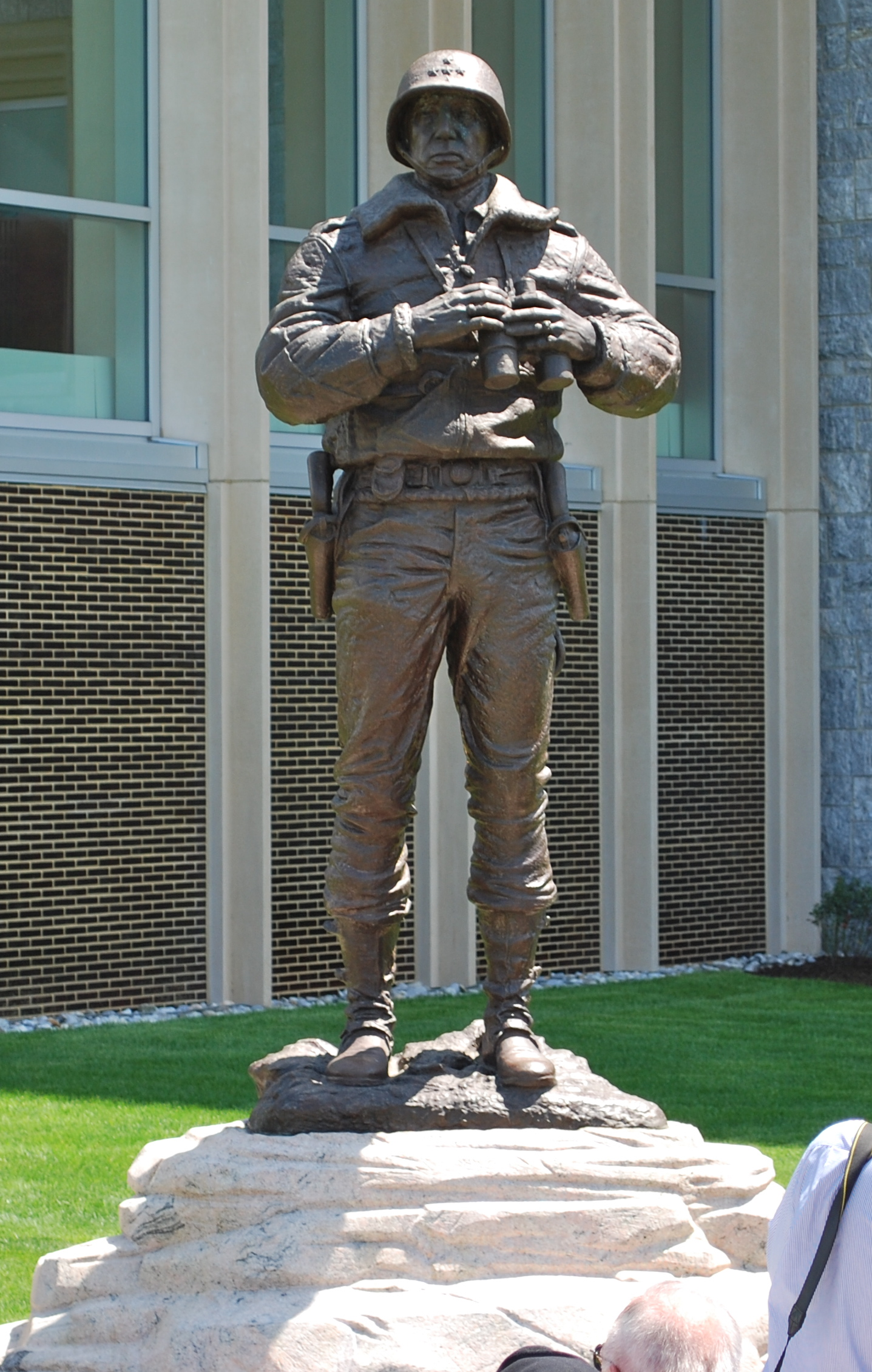
مجسمه جورج پتن در آکادمی نظامی ایالات متحده

## مرگ سربازان در میدان جنگ
در مورد مرگ‌های تعامدی و کارهایی شبیه به عملیات انتحاری او کاملاً مخالف بود و سربازان را از این کار نهی می‌کرد. جمله مشهوری از او نقل است که گفته «این کار مردن برای کشورتان نیست، بلکه در حقیقت یک زحمت برای ارتش است که باید پسرِ یک زن بدکارِ دیگر را جهت نبرد در میدان بیابد»

## فیلم
در سال ۱۹۷۰ فیلمی با اسم «پتن» ساخته شد که زندگی این ژنرال را روایت می‌کرد این فیلم برندهٔ ۷ جایزهٔ اسکار شد.

## گالری

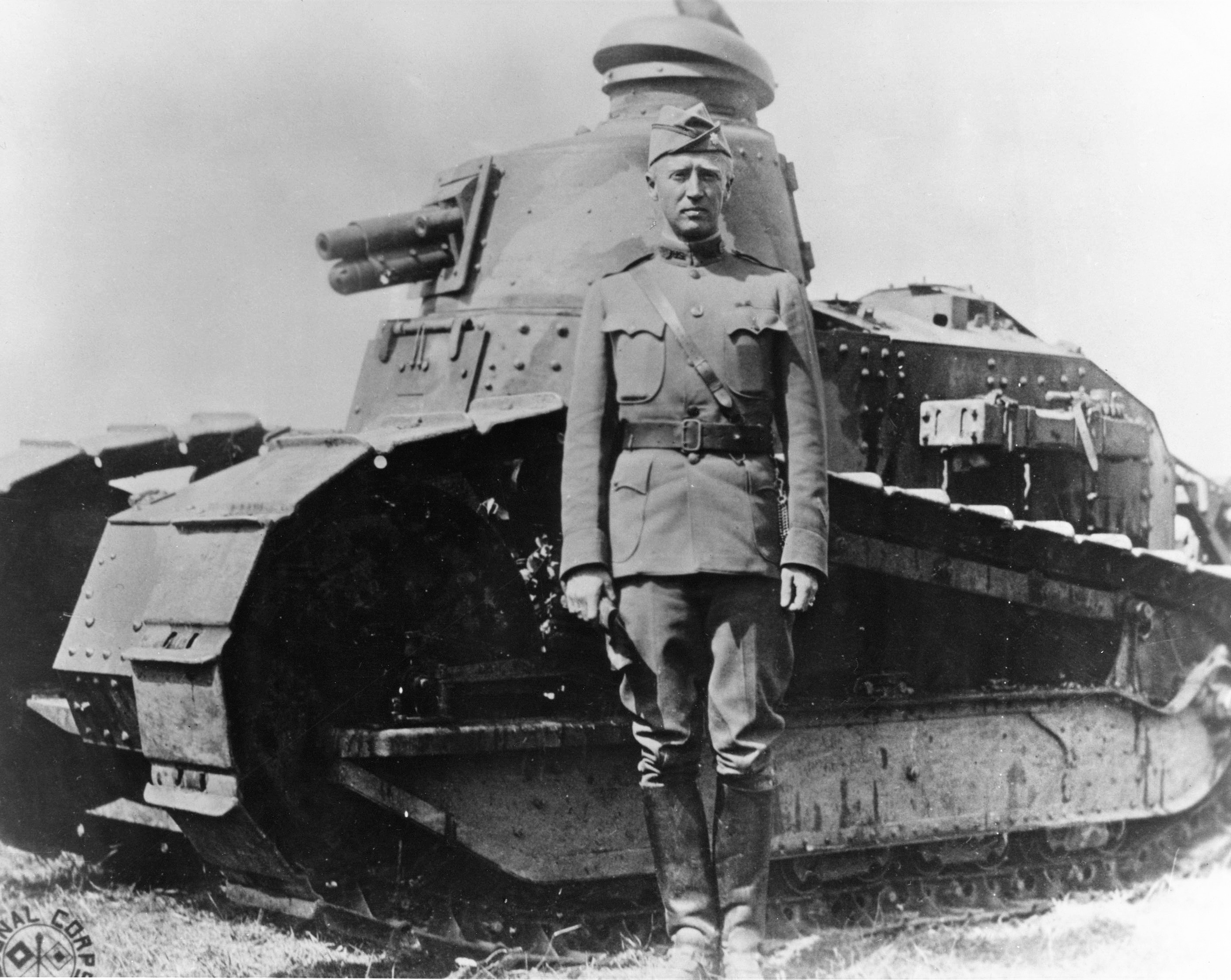
پتن در سال ۱۹۱۸ در فرانسه در کنار تانک رنو اف تی
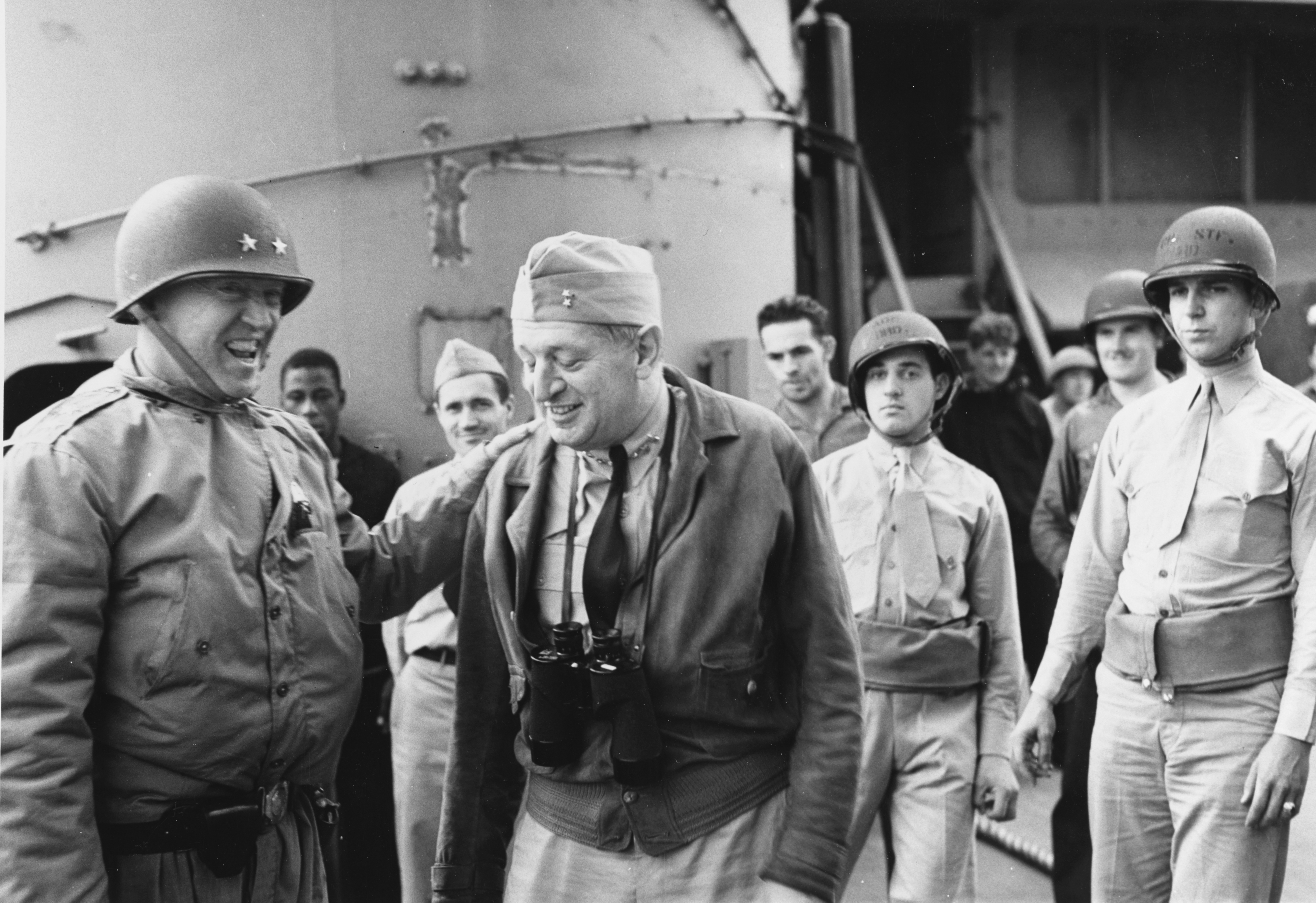
پتن (سمت چپ) به همراه دریادار هنری کنت هویت در شمال آفریقا، نوامبر ۱۹۴۲
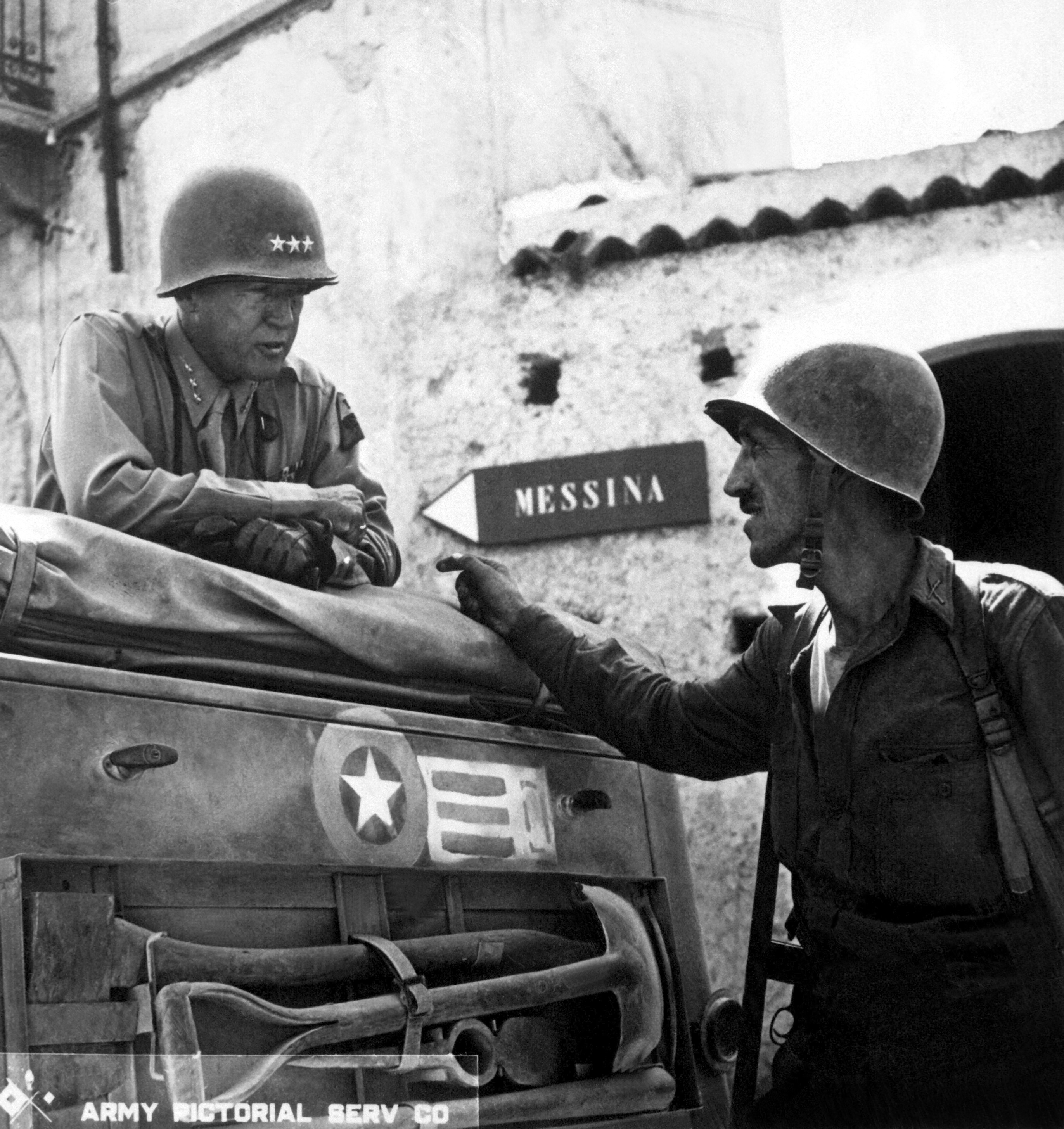
پتن در جزیره سیسیل ۱۹۴۳